# Осада Сидней-стрит
Осада Сидней-стрит (англ. Siege of Sidney Street) — вооруженный конфликт, связанный с полицейской операцией 3 января 1911 года сил лондонской полиции и военнослужащих шотландской гвардии по осаде дома № 100 по Сидней-стрит Лондона против членов латышской анархистской группировки. Во время событий погибло 2 члена группировки, несколько сотрудников полиции были ранены. Руководил осадой сам министр внутренних дел Уинстон Черчилль, прибывший на место происшествия.
Событиям 3 января предшествовало убийство трёх полицейских на улице Хаундсдич 16 декабря 1910 года, когда группа латышских анархистов во главе с Петерисом «Художником» (он же — Пётр Пятков, Пётр Маляр) пыталась ограбить ювелирную лавку.
Произошедшие события имели резонанс в обществе, расследование и судебный процесс над латышскими анархистами широко освещались в прессе. Однако после гибели непосредственных исполнителей преступления против остальных обвиняемых не хватило улик, и они были оправданы.

## Расстрел полицейских на Хаундсдич
Пятничным вечером 16 декабря 1910 года жильцы дома № 119 на лондонской улице Хаундсдич обратили внимание на шум из одной квартиры. Она находилась прямо над ювелирной лавкой. Один из лавочников вызвал полицию. На место прибыл дежурный наряд — три сержанта и несколько констеблей. Сержанты Бентли и Брайант постучали в дверь подозрительной квартиры № 11. Дверь открыл некий человек, явно не понимавший английского языка. Вскоре он отступил по лестнице в глубь квартиры, оставив дверь приоткрытой. Полицейские подумали, что он пошёл за кем-то англоговорящим. Зайдя в квартиру, сержанты ничего не увидели в темноте. В тот же миг из резко распахнувшейся двери бандиты открыли огонь по вооружённым лишь дубинками полицейским. Сержанты Бентли и Брайант получили ранения. Констебль Вудхэмс, попытавшийся оказать им помощь, также был ранен. Констебли Такер и Чоат при попытке задержать нападавших были застрелены. Констебль Шоати получил 12 пуль и впоследствии чудом выжил. Преступники скрылись.
При обыске квартиры сыщики обнаружили приспособления для пробивания стен и вскрытия сейфов, а также следы крови, не принадлежащей полицейским. В ходе перестрелки был ранен один из преступников. Вскоре в одном из соседних домов на Гровстрит был обнаружен труп с огнестрельным ранением. Его опознали как Яниса Стенцеля (известного также под именами Георг Гардштейн, Пулка Муромцев). Он снимал квартиру вместе с неким Фрицисом Сваарсом. Выяснилось, что Скотленд-Ярд имеет дело с латышской анархистской группировкой Liesma («Пламя»). Множество её участников, скрываясь от преследования в России, перебрались на территорию Великобритании. В Лондоне начались массовые задержания латышских анархистов. В руках полиции оказался двоюродный брат Сваарса — Яков Петерс. Но предполагаемых исполнителей преступления и главарей анархистов — Сваарса, Вотеля и главу группы - Петериса «Художника» - не удалось задержать. Министерство внутренних дел Великобритании объявило награду в 500 фунтов стерлингов за любую информацию о Пяткове, Сваарсе и Вотеле.
Вечером 2 января 1911 года в полицию поступила информация от осведомителя о том, что разыскиваемые убийцы полицейских отсиживаются в квартире доходного дома № 100 по Сидней-стрит. На место тут же прибыло около 200 вооружённых полицейских.

## События на Сидней-стрит
По имеющейся информации, в квартире на втором этаже четырёхэтажного дома находились три преступника — Вотель, Сваарс и Петерис. С рассветом 3 января всех жильцов дома поочерёдно эвакуировали и оцепили район. В 7:30 утра 3 января сержант Лисон стал бросать гравий в окно квартиры, где скрывались анархисты, чтобы оповестить их об окружении и предложении сдаться. В ответ раздалась стрельба. Получив пули в ногу и грудь, Лисон упал на землю. Началась активная перестрелка. Несколько сотрудников полиции получили ранения различной степени тяжести. Анархисты были вооружены тремя Маузерами С96. Полицейские вели стрельбу из револьверов и однозарядных винтовок. В этот момент на Сидней-стрит прибыл министр внутренних дел Уинстон Черчилль. После нескольких часов безрезультатных попыток полиции что-то предпринять Черчилль приказал двинуть на место битвы Шотландскую гвардию. Вооружённые батареей полевой артиллерии гвардейцы прибыли на место в 10:15. На 13:00 был назначен штурм дома. За несколько минут до атаки на верхних этажах здания был замечен густой дым. Дом охватило пламя. Один из анархистов, высунувшийся из окна, был застрелен и упал внутрь квартиры. Черчилль не позволял пожарным приступить к тушению здания до тех пор, пока перекрытия верхних этажей и одна из стен (ранившая ещё пятерых пожарных) не обрушились. Только тогда полиция осторожно вошла в квартиру, найдя там обгорелые тела Фрица Сваарса и Яна Вотеля. Петерис «Художник» обнаружен не был.

## Последствия
В ходе расследования было выяснено, что все пули, поразившие полицейских на улице Хаундсдич, были выпущены из самозарядного пистолета Дрейзе М1907, принадлежащего Якову Петерсу. Однако убийцей троих полицейских был признан открывавший дверь квартиры №11 Георг Гардштейн, рядом с телом которого и было обнаружено это оружие. И это несмотря на то, что у Гардштейна были при себе и в квартире патроны совершенно другого калибра — для пистолета Маузер С96, но ни одного для пистолета Дрейзе.
Сдавший полиции банду анархистов Орлов-Цугарман получил 163 фунта стерлингов в качестве обещанной награды за помощь в поимке так и не найденного Петериса и двух его сообщников. 
По приказу Черчилля арестовали сотни человек из среды латышских социал-демократов и анархистов. Для показательного процесса были отобраны несколько человек, в том числе Яков Петерс. Следствие со всей тщательностью длилось почти полгода. Однако отсутствие свидетелей из ядра банды позволило адвокатам латышей, ранее арестованных Скотленд-Ярдом по подозрению в причастности к преступной группе, добиться оправдания своих подзащитных «за недостаточностью улик». В мае 1911 года все они были освобождены — кроме подруги Думниекса Васильевой, приговоренной к 2 годам тюрьмы, но освобождённой после апелляции через шесть недель. Процесс шёл на фоне развернувшейся кампании по защите «жертв царских сатрапов». Двоюродная сестра Черчилля Клэр Шеридан была одной из ярых защитников подсудимых, в частности Петерса. Яков Петерс стал кумиром лондонской левой молодежи, в него влюбилась и вышла замуж дочь банкира Мэй Фримен. В феврале 1917 года Яков Петерс переезжает в Россию и во время Октябрьской революции займёт высокие должности в только что созданном ВЧК.
Следствием январских событий на Сидней-стрит стало резкое ужесточение британского законодательства относительно приобретения и хранения оружия. На вооружение лондонской полиции с 1911 года вместо револьверов стали поступать самозарядные пистолеты Webley & Scott M1906.